# چم پلبرآفتاب
چم پلبرآفتاب، روستایی از توابع بخش سردشت شهرستان دزفول در استان خوزستان ایران است.

## جمعیت
این روستا در دهستان سردشت قرار دارد و براساس سرشماری مرکز آمار ایران در سال ۱۳۸۵، جمعیت آن ۹۷ نفر (۲۰خانوار) بوده‌است.